# Marruecos en la Copa Mundial de Fútbol de 1994
Marruecos es una de las 24 selecciones participantes en la Copa Mundial de Fútbol de Estados Unidos 1994, la que es su tercera participación en un mundial.

## Clasificación

### Primera Ronda

#### Group F
| País      | J | G | E | P | GF | GC | GD  | Pts |
| --------- | - | - | - | - | -- | -- | --- | --- |
| Marruecos | 6 | 4 | 2 | 0 | 13 | 1  | +12 | 10  |
| Túnez     | 6 | 3 | 3 | 0 | 14 | 2  | +12 | 9   |
| Etiopía   | 6 | 1 | 1 | 4 | 3  | 11 | -8  | 3   |
| Benín     | 6 | 1 | 0 | 5 | 3  | 19 | -16 | 2   |

| 11-10-1992                                                                                           | Marruecos                                              | 5 – 0 | Etiopía | Stade Mohammed V, Casablanca, Marruecos                   |                                                           |
| | Chaouch 2' 29' · Fertout 14' · Lashaf 40' · Samadi 50' |       |         | Asistencia: 6,820 espectadores Árbitro(s): Rachid Medjiba | Asistencia: 6,820 espectadores Árbitro(s): Rachid Medjiba |
| Suspendido al minuto 51 luego de que Etiopía terminara con siete jugadores; el resultado se mantuvo. |                                                        |       |         |                                                           |                                                           |

| 25-10-1992 | Benín | 0 – 1 | Marruecos  | Stade de l'Amitié, Cotonú, Benín                       |                                                        |
|            |       |       | Daoudi 50' | Asistencia: 2,488 espectadores Árbitro(s): Oi Attikora | Asistencia: 2,488 espectadores Árbitro(s): Oi Attikora |

| 20-12-1992 | Túnez          | 1 – 1 | Marruecos    | Stade El Menzah, Tunis, Túnez                             |                                                           |
|            | F. Rouissi 44' |       | Bouyboub 85' | Asistencia: 36,950 espectadores Árbitro(s): Michel Piraux | Asistencia: 36,950 espectadores Árbitro(s): Michel Piraux |

| 17-1-1993 | Etiopía | 0 – 1 | Marruecos   | Addis Ababa Stadium, Addis Ababa, Etiopía                      |                                                                |
|           |         |       | Fertout 33' | Asistencia: 12,757 espectadores Árbitro(s): Martin Bita Omondi | Asistencia: 12,757 espectadores Árbitro(s): Martin Bita Omondi |

| 31-1-1993 | Marruecos                                                         | 5 – 0 | Benín | Prince Moulay Abdellah Stadium, Rabat, Marruecos                 |                                                                  |
|           | Chaouch 2' 17' · El Khalej 42' · Abrami 60' (pen.) · Mezziane 72' |       |       | Asistencia: 9,602 espectadores Árbitro(s): Cherif Boubacar Mbaye | Asistencia: 9,602 espectadores Árbitro(s): Cherif Boubacar Mbaye |

| 28-2-1993 | Marruecos | 0 – 0 | Túnez | Stade Mohammed V, Casablanca, Marruecos                    |  |
|           |           |       |       | Asistencia: 60,000 espectadores Árbitro(s): Leslie Mottram |  |

### Ronda Final

#### Grupo B
| País      | J | G | E | P | GF | GC | GD | Pts |
| --------- | - | - | - | - | -- | -- | -- | --- |
| Marruecos | 4 | 3 | 0 | 1 | 6  | 3  | +3 | 6   |
| Zambia    | 4 | 2 | 1 | 1 | 6  | 2  | +4 | 5   |
| Senegal   | 4 | 0 | 1 | 3 | 1  | 8  | −7 | 1   |

| 18-4-1993 | Marruecos   | 1–0 | Senegal | Stade Mohamed V, Casablanca, Marruecos                  |                                                         |
|           | Chaouch 82' |     |         | Asistencia: 75,000 espectadores Árbitro(s): Alhagi Faye | Asistencia: 75,000 espectadores Árbitro(s): Alhagi Faye |

| 4-7-1993 | Zambia                        | 2–1 | Marruecos  | Independence Stadium, Lusaka, Zambia                         |                                                              |
|          | K. Bwalya 60' · J. Bwalya 67' |     | Daoudi 11' | Asistencia: 50,000 espectadores Árbitro(s): Hafidh Ali Tahir | Asistencia: 50,000 espectadores Árbitro(s): Hafidh Ali Tahir |

| 17-7-1993 | Senegal  | 1–3 | Marruecos                              | Stade Leopold Senghor, Dakar, Senegal                   |                                                         |
|           | Sané 65' |     | Bouyboud 8' · Daoudi 62' · Fertout 75' | Asistencia: 43,412 espectadores Árbitro(s): Neji Jouini | Asistencia: 43,412 espectadores Árbitro(s): Neji Jouini |

| 10-10-1993 | Marruecos     | 1–0 | 1964 | Stade Mohamed V, Casablanca, Marruecos                           |                                                                  |
|            | Laghrissi 62' |     |      | Asistencia: 149,383 espectadores Árbitro(s): Jean-Fidèle Diramba | Asistencia: 149,383 espectadores Árbitro(s): Jean-Fidèle Diramba |

## Jugadores
Estos son los 22 jugadores convocados para el torneo:

## Resultados
Marruecos fue eliminado en el grupo F.
| País           | J | G | E | P | GF | GC | GD | Pts |
| -------------- | - | - | - | - | -- | -- | -- | --- |
| Países Bajos   | 3 | 2 | 0 | 1 | 4  | 3  | +1 | 6   |
| Arabia Saudita | 3 | 2 | 0 | 1 | 4  | 3  | +1 | 6   |
| Bélgica        | 3 | 2 | 0 | 1 | 2  | 1  | +1 | 6   |
| Marruecos      | 3 | 0 | 0 | 3 | 2  | 5  | -3 | 0   |

| 19 de junio de 1994 | Bélgica     | 1–0     | Marruecos | Citrus Bowl, Orlando                                           |                                                                |
|                     | Degryse 11' | Reporte |           | Asistencia: 61,219 espectadores Árbitro(s): José Torres Cadena | Asistencia: 61,219 espectadores Árbitro(s): José Torres Cadena |

| 25 de junio de 1994 | Arabia Saudita                | 2–1     | Marruecos   | Giants Stadium, East Rutherford                        |                                                        |
|                     | Al-Jaber 7' (pen.) · Amin 45' | Reporte | Chaouch 26' | Asistencia: 76,322 espectadores Árbitro(s): Philip Don | Asistencia: 76,322 espectadores Árbitro(s): Philip Don |

| 29 de junio de 1994 | Marruecos | 1–2     | Países Bajos           | Citrus Bowl, Orlando                                               |                                                                    |
|                     | Nader 47' | Reporte | Bergkamp 43' · Roy 77' | Asistencia: 60,578 espectadores Árbitro(s): Alberto Tejada Noriega | Asistencia: 60,578 espectadores Árbitro(s): Alberto Tejada Noriega |